# Cross Lanes
Cross Lanes é uma Região censo-designada localizada no estado norte-americano de Virgínia Ocidental, no Condado de Kanawha.

## Demografia
Segundo o censo norte-americano de 2000, a sua população era de 10 353 habitantes.

## Geografia
De acordo com o United States Census Bureau tem uma área de 16,9 km², dos quais 16,8 km² cobertos por terra e 0,1 km² cobertos por água.

## Localidades na vizinhança
O diagrama seguinte representa as localidades num raio de 8 km ao redor de Cross Lanes.